# Patricia Obee
Patricia Obee (Saanich, 31 de outubro de 1991) é uma remadora canadiana, medalhista olímpica.

## Carreira
Obee competiu nos Jogos Olímpicos de 2012 e 2016, conquistando a medalha de prata no Rio de Janeiro ao lado de Lindsay Jennerich na prova do skiff duplo peso leve.